# Anotia tenella
Anotia tenella är en insektsart som beskrevs av Fowler 1904. Anotia tenella ingår i släktet Anotia och familjen Derbidae. Inga underarter finns listade i Catalogue of Life.